# Liste der Mitglieder der American Academy of Arts and Sciences/1998
Im Jahr 1998 wählte die American Academy of Arts and Sciences 167 Personen zu ihren Mitgliedern.

## Neugewählte Mitglieder
- Walter Abish (1931–2022)
- Eric George Adelberger (* 1938)
- Roy L. Adler (1931–2016)
- Linda Harman Aiken (* 1943)
- Stuart Allen Altmann (1930–2016)
- Wyatt W. Anderson (1939–2023)
- William Allan Bardeen (* 1941)
- Paul Joseph Salomon Benacerraf (1931–2025)
- Arnold J. Berk (* 1949)
- Susan Vail Berresford (* 1943)
- Ellen S. Berscheid (* 1936)
- William Bevan (1922–2007)
- Henry Samuel Bienen (* 1939)
- David Perkins Billington (1927–2018)
- Vincent A. Blasi (* 1943)
- Catherine Brechignac (* 1946)
- David Bromwich (* 1951)
- Louis Eugene Brus (* 1943)
- John Henry Bryan (1936–2018)
- Marilyn Speers Butler (1937–2014)
- Jose Alberto Cabranes (* 1940)
- Federico Capasso (* 1949)
- David E. Card (* 1956)
- James Carroll (* 1943)
- Albert Welford Castleman (1936–2017)
- Vija Celmins (* 1939)
- Constance Louise Cepko (* 1954)
- Joanne Chory (1955–2024)
- Adrienne Elizabeth Clarke (* 1938)
- Chuck Close (1940–2021)
- Bernard Samuel Cohn (1928–2003)
- Francis Sellers Collins (* 1950)
- Pierre Corvol (* 1941)
- David George Crighton (1942–2000)
- F. Fleming Crim (* 1947)
- Robert F. Curl (1933–2022)
- Frank Anthony D’Accone (1931–2022)
- Francis Anthony Dahlen (1942–2007)
- Guy Davenport (1927–2005)
- Gordon Davidson (1933–2016)
- William F. DeGrado (* 1955)
- Ainslie Thomas Embree (1921–2017)
- David Russell Ferry (* 1924)
- Robert Warren Field (* 1944)
- Cornell Hugh Fleischer (1950–2023)
- G. David Forney (* 1940)
- James Oliver Freedman (1935–2006)
- Drew Fudenberg (* 1957)
- William Fulton (* 1939)
- Anthony Giddens (* 1938)
- Doris Kearns Goodwin (* 1947)
- Fan Chung Graham (* 1949)
- Jack M. Greenberg (* 1924)
- Hans Ulrich Gumbrecht (* 1948)
- Ellen T. Harris (* 1945)
- Daniel Lee Hartl (* 1943)
- Leland Harrison Hartwell (* 1939)
- John Michael Hayes (1940–2017)
- Jane H. Hill (1939–2018)
- Bertil Hille (* 1940)
- Charles Hirschman (* 1943)
- Darleane Christian Hoffman (* 1926)
- Nancy Hopkins (* 1943)
- Maureen Howard (1930–2022)
- Clyde A. Hutchison (* 1938)
- Harvey Akio Itano (1920–2010)
- Diane Lain Johnson (* 1934)
- Christopher Prestige Jones (* 1940)
- Peter Wilcox Jones (* 1952)
- Edward L. Keenan (* 1937)
- Randall L. Kennedy (* 1954)
- Eric Barrington Keverne (* 1942)
- Gary King (* 1958)
- R. B. Kitaj (1932–2007)
- Margaret Galland Kivelson (* 1928)
- Seymour Joseph Klebanoff (* 1927)
- Julia Kristeva (* 1941)
- Patricia K. Kuhl (* 1946)
- Robert Alfred Laudise (1930–1998)
- Richard Erskine Frere Leakey (1944–2022)
- Ruth Lehmann (* 1955)
- Richard Eimer Lenski (* 1956)
- Gerda Lerner (1920–2013)
- Richard Charles Levin (* 1947)
- Richard Jay Light (* 1942)
- Romulus Linney (1930–2011)
- Laszlo Lorand (1923–2018)
- Penelope Jo Maddy (* 1950)
- Pauline Rubbelke Maier (1938–2013)
- Lynn Margulis (1938–2011)
- Cora Bagley Marrett (* 1942)
- John Cromwell Mather (* 1946)
- J. D. McClatchy (1945–2018)
- Curtis Tracy McMullen (* 1958)
- Steven Millhauser (* 1943)
- Dino Moras (* 1944)
- Craig Morris (1939–2006)
- Robert Alexander Mundell (1932–2021)
- Alicia H. Munnell (* 1942)
- Kevin M. Murphy (* 1958)
- Albert L. Murray (1916–2013)
- Elizabeth Murray (1940–2007)
- Ken Nakayama (* 1940)
- Robert Michael Nerem (* 1937)
- Francis Christopher Oakley (* 1931)
- Elinor Ruth Ochs (* 1943)
- Eric Newell Olson (* 1955)
- Neil Donald Opdyke (1933–2019)
- Christopher Francis Patten (* 1944)
- Philip Pearlstein (1924–2022)
- Steven A. Pinker (* 1954)
- Fred Plum (1924–2010)
- Roy Porter (1946–2002)
- Alejandro Portes (* 1944)
- Richard Powers (* 1957)
- Helen R. Quinn (* 1943)
- Mitchell Thornton Rabkin (* 1930)
- Marcus E. Raichle (* 1937)
- Pierre Ramond (* 1943)
- Leonard G. Ratner (1916–2011)
- John Shepard Reed (* 1939)
- Donald H. Regan (* 1944)
- Daniel Roche (1935–2023)
- James Rosenquist (1933–2017)
- Alvin Eliot Roth (* 1951)
- Susanne Hoeber Rudolph (1930–2015)
- Alan McLeod Sargeson (1930–2008)
- Richard H. Scheller (* 1953)
- John P. Schiffer (1930–2022)
- Robert E. Scholes (1929–2016)
- David Neil Sedley (* 1947)
- Vladimir A. Shuvalov (* 1943)
- Beverly Sills (1929–2007)
- Yum-Tong Siu (* 1943)
- Mitchell Lloyd Sogin (* 1945)
- Edward Ira Solomon (* 1946)
- George Soros (* 1930)
- Nicholas H. Stern (* 1922)
- Samuel I. Stupp (* 1951)
- Elizabeth Alison Thompson (* 1949)
- John Griggs Thompson (* 1932)
- Charles Tomlinson (1927–2015)
- Richard Winyu Tsien (* 1945)
- Roger Yonchien Tsien (1952–2016)
- Billie Lee Turner II (* 1945)
- Cy Twombly (1928–2011)
- Michele Francoise Vergne (* 1943)
- Miguel Angel Virasoro (1940–2021)
- Jeremy James Waldron (* 1953)
- Immanuel Wallerstein (1930–2019)
- Kendall Lewis Walton (* 1939)
- Richard Alan Webb (1946–2016)
- Rainer Weiss (* 1932)
- Michael James Welsh (* 1948)
- Richard White (* 1947)
- Reed Brendon Wickner (* 1942)
- Carl E. Wieman (* 1951)
- John Noble Wilford (* 1933)
- Eddie Nathan Williams (1932–2017)
- Carl Wu (* 1952)
- M. Crawford Young (1931–2020)
- Pauline Ruth Yu (* 1949)
- John Raymond Zaller (* 1949)
- Neal Zaslaw (* 1939)
- Rolf Martin Zinkernagel (* 1944)
- Stephen Lawrence Zipursky (* 1955)
- Jacob Ziv (1931–2023)